# Jarud
Jarud är ett mongoliskt baner som lyder under Tongliaos stad på prefekturnivå i den autonoma regionen Inre Mongoliet i nordvästra Kina.